# Balatoni kecskeköröm

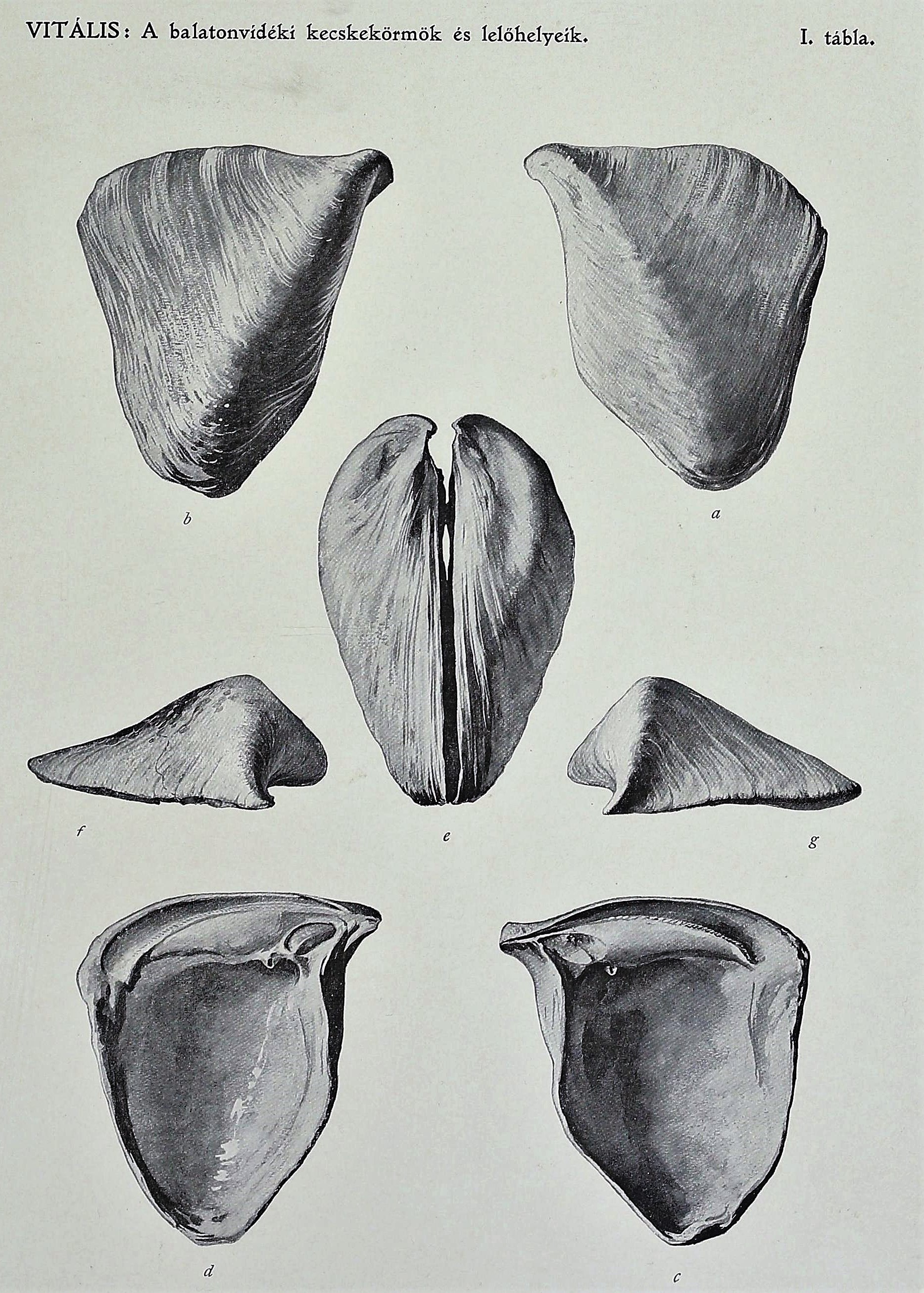
Vitális István:Congeria ungula caprae

A balatoni kecskeköröm a mintegy 5 millió évvel ezelőtt, a fokozatosan kiédesedő Pannon-tengerben élt Congeria ungula caprae nevű kagyló lekoptatott fossziliáinak népies elnevezése.

## Keletkezés

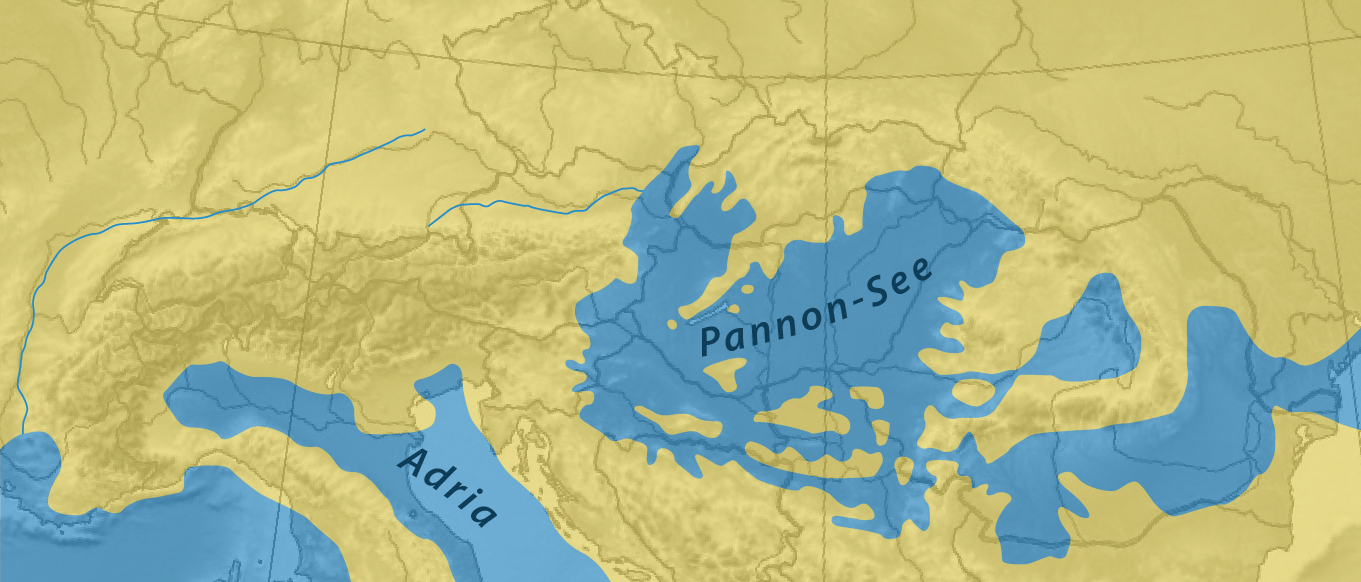
A Pannon-tenger

A miocén és pliocén időszakban (25–5 millió évvel ezelőtt) a mai Kárpát-medence területén a kéregmozgás igen erős volt. A Pannon-tenger a Tethys-óceán medencéjének feldarabolódása során jött létre; a környező hegyek kiemelkedésével párhuzamosan lefűződött, majd vizét a beömlő folyók fokozatosan elédesítették. A Kárpát-medence teljes egészében brakkvízzel telt medence lett. Az így kiédesedett vízben már meg tudott telepedni a Congeria ungula caprae, ami a "kecskeköröm"-nél jóval nagyobb méretű volt.
A pleisztocén korszakban a Balatonnak hosszú időn keresztül sokkal magasabb vízállása volt, mint ma. A hullámok alámosták a partot, kimosták a rétegekből a Congeria-kagyló héját, mely a hullámzás koptató hatása révén felvette a sajátos "kecskeköröm" formát. A víz sok más kövületet is kimosott a partfalból és turzást épített belőlük a hegy lába elé. A ma előkerülő kecskekörmök ezekből a pleisztocén-kori turzásokból származnak.

## Lelőhely
A "kecskekörmök" legfőbb előfordulási helye a Tihanyi-félsziget, ahol nagy számban kerültek elő a Gödrösben és a Fehérparton, néhány méterrel a mai Balaton vízszintje fölött. Főleg a gödrösi kecskekörömbányák voltak gazdagok, ahol egymást érték a tihanyi gyerekek által vájt gödrök (innen származik a mai elnevezés is).
A "kecskekörmök" a Balaton déli partján is többfelé megtalálhatók; például Szántódon és Fonyódon.

## Mondák, legendák
A „kecskekörmök” – a számos változatban elterjedt monda szerint – egy, a gőgjéért megbüntetett királylány Balatonba veszett aranyszőrű kecskenyájának maradványai.
A monda továbbél többek között Garay János Balatoni kagylókból című regéjében, amelyben a tihanyi visszhang és "kecskeköröm" keletkezésének meseszerű története elevenedik meg. A monda szereplői az aranyszőrű kecskéket őrző királyleány és a Tókirály érte epedő fia.
| „                                  | (…) A bércz tüzet bocsátott, Sziklája mind kigyúlt, Három nap, három éj, mint Itéletnapja dúlt. A nyáj a Balatonba Rohant, de benn veszett - A tó maig kihányja A kecskekörmöket. (…) | ” |
| – Garay János: Balatoni kagylókból | |   |

A monda egyik másik feldolgozása Babits Mihály A második ének című négy részes mesedrámája, ami a balatoni kecskekörmökről szóló népmese történetet vallomásos lírai drámává teszi. Az első felvonásban a dalos pásztor „aranyszőrű kecskéket őriz Tihany fokán".

## Érdekességek

Cardium apertum

Más kagyló- és csigamaradványok is megmaradtak a pannóniai rétegekből, bár olyan nagy népszerűségre, mint a "kecskekörmök", egyikük sem tett szert. Ilyen maradvány a Fehérparton fellelhető Cardium apertum nevű kagyló, amelyet a két világháború között úri főkötő, vagy menyasszonyfőkötő néven árulták a tihanyi gyerekek.
A Tihany Turizmusáért Egyesület évente megrendezi a Kecskeköröm ünnepet.
2016-ban a Congeria kagylónemet is jelölték a 2017-es év ősmaradványa díjára a barlangi medve és a Parascutella nevű tengerisün-nem mellett, de a barlangi medve győzött a szavazáson. A 2021-es szavazáson már magát a fajt, azaz a Congeria ungula caprae-t jelölték a 2022-es év ősmaradványának a Tetractinella nevű brachiopoda-nem és az óriásszarvas mellett, de ismét alulmaradt, miután az óriásszarvas került ki győztesen.